# 고용률
고용률은 OECD에 따르면 인구 대비 고용률을 가리킨다. 이것은 한 국가의 고용된 노동 인구의 비율을 측정하는 통계학적 비율이다.(보통 15~64세) 여기에는 구직을 그만둔 사람도 포함한다.
고용률은 보통 국가통계기관에 의해 주기적으로 계산되고 보고된다.

## 같이 보기
- 부양비